# Сила світла
С́и́ла сві́тла — відношення світлового потоку, до тілесного кута, в межах якого проходить цей потік. Одиниця вимірювання в системі SI: кандела (кд).
Сила світла джерела, що випромінює у всі напрямки, обчислюється за формулою:
{\displaystyle I={\frac {\Phi }{4\pi }}},
де Ф — повний світловий потік джерела; {\displaystyle \pi } — число пі.
| Фотометричні одиниці SI | Фотометричні одиниці SI | Фотометричні одиниці SI               | Фотометричні одиниці SI | Фотометричні одиниці SI | Фотометричні одиниці SI                                                                                            |
| Величина                | Позначення              | Формула                               | Одиниця SI              | Скорочення              | Примітка |
| ----------------------- | ----------------------- | ------------------------------------- | ----------------------- | ----------------------- | --- |
| Світлова енергія        | Qv                      | Q= Ф*t, t-час                         | люмен-секунда           | лм·с                    | Іноді цю одиницю називають тальботом                                                                               |
| Світловий потік         | Ф                       | Ф= I*4п                               | люмен = кд·ср           | лм                      | - |
| Сила світла             | Iv                      | I= Ф/4п                               | кандела=лм/ср           | кд                      | - |
| Яскравість              | B                       | B=I/A, А-площа поверхні, що світиться |                         | кд/м2                   | - |
| Освітленість            | Ev                      | Е=Ф/А                                 | люкс = лм/м2            | лк                      | Використовується щодо світла, яке падає на поверхню                                                                |
| Світність               | Mv                      | M=Ф/А                                 | люкс = лм/м2            | лк                      | Використовується щодо світла, яке випромінюється поверхнею                                                         |
| Світловий вихід         | -                       | -                                     |                         | лм/Вт                   | Відношення світлового потоку до густини потоку електромагнітного випромінювання, максимальне значення дорівнює 683 |
| Світлова експозиція     | Н                       | Н= Et= Q/A= ∫E dt                     | люкс/секунда            | лк/с                    | - |
| Світлова віддача        | К                       | -                                     | люмен/ват               | лм/вт                   | - |